# Shock Value (livro)
Shock Value: How a Few Eccentric Outsiders Gave Us Nightmares, Conquered Hollywood, and Invented Modern Horror é um livro de 2011 escrito por Jason Zinoman, o qual traça a evolução dos filmes de terror à medida que eles começaram a se concentrar em assuntos menos baseados na realidade, menos exagerados, no final dos anos 1960 e início dos anos 70. Ryan Daley, do Bloody Disgusting, classificou-o com 5/5 estrelas e descreveu-o como "a obra mais encantadora sobre filmes de terror americano desde Danse Macabre, de Stephen King".